# Mersin
Mersin este un oraș din Turcia.

## Personalități născute aici
- Belgin Sarılmıșer (cunoscută ca Bergen, 1958 - 1989), cântăreață;
- Tayfun Bademsoy (n. 1958), actor german;
- Turabi Camkiran (n. 1987), cântăreț, actor.